# 芒特华盛顿 (肯塔基州)
芒特华盛顿（英語：Mount Washington），是美国肯塔基州的一座城市。建立于1822年，面积约为15.8平方公里（6.1平方英里）。根据2010年美国人口普查，该市的人口为9,117人。